# زمان بیکاری (فیلم)
زمان بیکاری (انگلیسی: Downtime) فیلمی به کارگردانی بهارات نالوری است که در سال ۱۹۹۸ منتشر شد. از بازیگران آن می‌توان به پل مک‌گان و سوزان لینچ اشاره کرد.